# Fada do dente

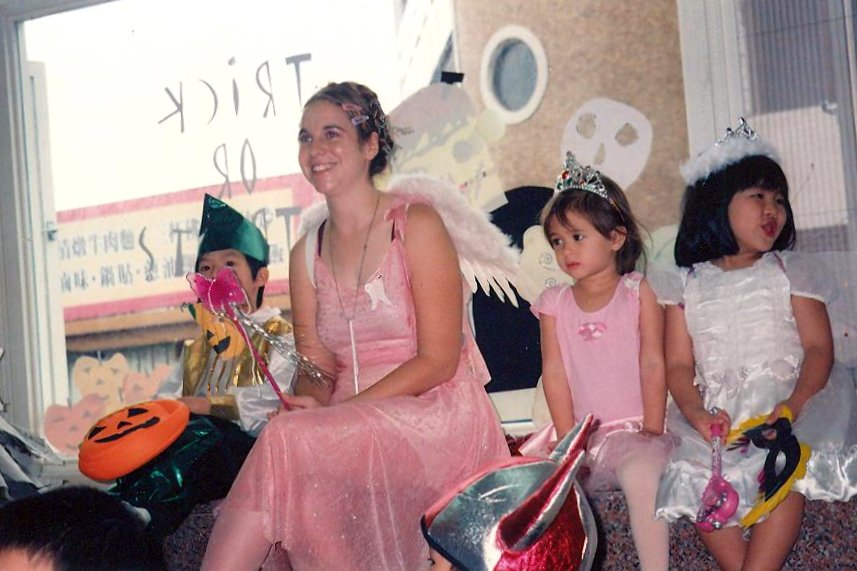
Uma mulher vestida como a Fada do Dente durante o Halloween

A Fada do Dente é uma figura de fantasia da primeira infância nas culturas ocidentais e influenciadas pelo ocidente. O folclore diz que quando as crianças perdem um de seus dentes decíduos, devem colocá-lo debaixo do travesseiro ou na mesa de cabeceira e a Fada do Dente irá visitá-lo enquanto dorme, substituindo o dente perdido por um pequeno pagamento.

## Origens
No norte da Europa, havia uma tradição de tand-fé ou taxa de dente, que era paga quando uma criança perdia o primeiro dente. Esta tradição está registrada em escritos já nos Eddas (c. 1200), que são os primeiros registros escritos das tradições nórdicas e do norte da Europa. Na cultura nórdica, dizia-se que os dentes das crianças e outros artigos pertencentes às crianças traziam boa sorte na batalha, e os guerreiros escandinavos penduravam os dentes das crianças em uma corda em volta do pescoço.
A recompensa restante varia de acordo com o país, a situação econômica da família, os valores que os colegas da criança relatam receber e outros fatores. Uma pesquisa de 2013 da Visa Inc. descobriu que as crianças americanas recebem, em média, 3,70 dólares por dente. De acordo com a mesma pesquisa, apenas 3% das crianças encontram um dólar ou menos e 8% encontram uma nota de cinco dólares ou mais debaixo do travesseiro.
Durante a Idade Média, outras superstições surgiram em torno dos dentes das crianças. Na Inglaterra, por exemplo, as crianças eram instruídas a queimar os dentes de leite para salvar a criança das dificuldades na vida após a morte. As crianças que não entregassem seus dentes de leite ao fogo passariam a eternidade procurando por eles na vida após a morte. Dizem que os vikings pagavam as crianças pelos dentes. O medo de bruxas era outro motivo para enterrar ou queimar os dentes. Na Europa medieval, pensava-se que se uma bruxa pegasse os dentes de alguém, isso poderia levá-los a ter poder total sobre eles.
Outra encarnação moderna dessas tradições em uma Fada do Dente real foi atribuída a um item "Dicas de Casa" de 1908 no Chicago Daily Tribune:

Muitas crianças refratárias permitem que um dente solto seja removido se ele souber sobre a fada do dente. Se ele pegar o dente pequeno e colocá-lo debaixo do travesseiro quando ele for para a cama, a fada do dente chegará à noite e o levará embora, e em seu lugar deixará um pequeno presente. É um bom plano para as mães visitarem o balcão de 5 centavos e depositar-se em um suprimento de artigos a serem usados nessas ocasiões.Original (em inglês): Many a refractory child will allow a loose tooth to be removed if he knows about the Tooth Fairy.  If he takes his little tooth and puts it under the pillow when he goes to bed the Tooth Fairy will come in the night and take it away, and in its place will leave some little gift.  It is a nice plan for mothers to visit the 5-cent counter and lay in a supply of articles to be used on such occasions.— Lillian Brown Chicago Daily Tribune (em inglês)

## Aparência
Ao contrário do Pai Natal e, em menor grau, do Coelhinho da Páscoa, há poucos detalhes da aparência da Fada do Dente que são consistentes em várias versões do mito. Um estudo de 1984 conduzido por Rosemary Wells revelou que a maioria, 74 por cento dos entrevistados, acreditava que a Fada do Dente era mulher, enquanto 12 por cento acreditavam que a Fada do Dente não era nem homem nem mulher e 8 por cento acreditavam que a Fada dos Dentes poderia ser homem ou mulher. Quando perguntada sobre suas descobertas sobre a aparência da Fada do Dente, Wells explicou: "Você tem sua Fada do Dente do tipo Sininho com asas, varinha, um pouco mais velha e outros enfeites. Então você tem algumas pessoas que pensam na Fada do Dente como um homem, ou um coelho ou um rato." Uma resenha de livros infantis publicados e obras de arte populares descobriu que a Fada do Dente também é retratada como uma criança com asas, um duende, um dragão, uma figura materna azul, uma bailarina voadora, dois velhinhos, um higienista dental, um barrigudo homem voador fumando um charuto, um morcego, um urso e outros. Ao contrário da imaginação bem estabelecida do Papai Noel, as diferenças nas representações da Fada do Dente não são tão perturbadoras para as crianças.

### Representação em moedas e moeda
A partir de 2011, a Royal Canadian Mint começou a vender conjuntos especiais para bebês recém-nascidos, aniversários, bodas, "Oh Canada" e a Fada do Dente. Os quartos da Fada do Dente, que foram emitidos apenas em 2011 e 2012, foram embalados separadamente.
Em 2020, a Royal Australian Mint começou a emitir "kits de fadas dos dentes" que incluíam moedas comemorativas de dois dólares.

## Crença
A crença na Fada do Dente é vista de duas maneiras muito diferentes. Por um lado, a crença infantil é vista como parte da natureza confiante da infância. Por outro lado, a crença na Fada do Dente é frequentemente usada para rotular os adultos como sendo muito confiantes e prontos para acreditar em qualquer coisa.
Os pais tendem a ver o mito como um conforto para as crianças na perda do dente. A pesquisa descobriu que a crença na Fada do Dente pode proporcionar tal conforto a uma criança que sente medo ou dor resultante da perda de um dente. Especialmente as mães parecem valorizar a crença de uma criança como um sinal de que seu "bebê" ainda é uma criança e não está "amadurecendo muito". Ao encorajar a crença em um personagem fictício, os pais se confortam porque seu filho ainda acredita em fantasia e ainda não está "crescido".
As crianças muitas vezes descobrem que a Fada do Dente é imaginária por volta dos cinco a sete anos, muitas vezes conectando isso a outras figuras imaginárias que trazem presentes (como Papai Noel e o Coelhinho da Páscoa).
A autora Vicki Lansky aconselha os pais a dizerem aos filhos desde cedo que a fada do dente paga muito mais por um dente perfeito do que por um cariado. Segundo Lansky, algumas famílias deixam um bilhete com o pagamento, elogiando a criança pelos bons hábitos odontológicos.
Os resultados da pesquisa sugerem uma possível relação entre a crença contínua de uma criança na Fada do Dente (e outros personagens fictícios) e a síndrome da falsa memória.

## Mitos relacionados
El Ratoncito Pérez ou Ratón Pérez é o equivalente espanhol e hispano-americano da Fada do Dente. Ele apareceu em um conto de 1894 escrito por Luis Coloma para o rei Afonso XIII, que acabara de perder um dente de leite aos oito anos de idade e há uma falsa crença de que ele foi o inventor do personagem, mas antes já havia sido mencionado por Benito Pérez Galdós, e possivelmente já se referia a um personagem popular.  Na Cantábria, a tradição fala de um esquilo dos dentes (no dialeto da montanha cantábrica "L'Esquilu de los dientis"). Como é tradicional em outras culturas, quando uma criança perde um dente, é costume que a criança o coloque debaixo do travesseiro, para que El Ratoncito Pérez o troque por um pequeno pagamento ou presente. A tradição é quase universal nas culturas espanholas, com algumas pequenas diferenças. Ele é geralmente conhecido como "El Ratoncito Pérez", com exceção de algumas regiões do México, Peru e Chile, onde é chamado de "El Ratón de los Dientes", e na Argentina, Venezuela, Uruguai e Colômbia, onde é conhecido simplesmente como "El Ratón Pérez". Ele foi usado pelo marketing da Colgate na Venezuela.  O filme "Pérez, o ratinho dos teus sonhos" foi uma co-produção galego-argentina de 2006, que teve uma segunda parte em 2008.
Na Itália, a Fada do Dente (Fatina dei denti) também é frequentemente substituída por um pequeno rato, chamado Topolino. Em algumas áreas, o mesmo papel é desempenhado por Santa Apolônia, conhecida como Santa Polonia no Vêneto.
Na França e na Bélgica francófona, esse personagem é chamado de La Petite Souris (O Ratinho). De partes da Baixa Escócia vem uma tradição semelhante ao rato-fada: um rato-fada branco que compra os dentes das crianças com moedas.
Na Catalunha, os mais populares seriam Els Angelets (anjinhos) e também "Les animetes" (almazinhas) e como nos outros países, o dente é colocado debaixo do travesseiro em troca de uma moeda ou um pequeno token.
No País Basco, e especialmente na Biscaia, existe a Mari Teilatukoa (Maria do telhado), que mora no telhado do baserri e pega os dentes arremessados pelas crianças.
No Japão, uma variação diferente exige que os dentes superiores perdidos sejam jogados diretamente no chão e os dentes inferiores diretamente no ar; a ideia é que os dentes vindouros cresçam em linha reta.
Na Coreia do Sul, a prática comum é jogar os dentes superiores e inferiores no telhado. A prática está enraizada em torno da ave nacional coreana, a pega. Diz-se que se a pega encontrar um dente no telhado, trará boa sorte ou um presente como a Fada do Dente Ocidental. Alguns estudiosos pensam que o mito derivou da palavra 까치 (Ka-chi), que era uma palavra coreana média para pegas que soa semelhante a "dentes novos", ou por causa do significado das pegas na mitologia coreana como mensageira entre deuses e humanos.
Nos países do Oriente Médio (incluindo Iraque, Jordânia, Egito e Sudão), há uma tradição de jogar um dente de leite para o céu ao sol ou a Alá. Esta tradição pode ter origem em uma oferta pré-islâmica e remonta pelo menos ao século XIII. Também é mencionado por Izz bin Hibat Allah Al Hadid no século XIII.

## Na cultura popular
Tales of the Tooth Fairies é um programa de televisão infantil britânico exibido pela primeira vez em 1993.
No filme Tooth Fairy de 2010, Dwayne Johnson interpreta o personagem-título. A sequência de 2012 é estrelada por Larry the Cable Guy.
Um filme de terror de 2006, The Tooth Fairy, apresenta uma malvada Fada dos Dentes.
Um assassino apelidado de “A Fada do Dente” (por causa de seu hábito de deixar marcas de mordida em suas vítimas) é destaque em “Dragão Vermelho”, parte da franquia Hannibal Lecter de Thomas Harris. Ele aparece no romance de 1981 e nas adaptações cinematográficas de 1986 e 2002.
A série de livros de William Joyce, Os Guardiões da Infância, apresenta Toothiana, uma fada dos dentes meio humana que se assemelha a um Kinnari operando no sul da Ásia. Ela e uma vasta legião de mini fadas (retratadas nos livros como sendo uma capacidade de se dividir em cópias menores, enquanto o filme as tem como entidades separadas) coletam dentes de crianças para salvaguardar as memórias de infância guardadas dentro, com o filme também incluindo um breve aparição do Tooth Mouse. Em sua adaptação cinematográfica de 2012 Rise of the Guardians, ela é dublada por Isla Fisher.
No episódio 2 de Os Irregulares, série de 2021 da Netflix, o mito da fada dos dentes é parte integrante da trama.
Em The Legend of Toof, de P.S. Featherston, uma história originalmente contada em 2006 e publicada em 2021 pela TF Press, ficamos sabendo das perigosas aventuras de um pequeno sprite da floresta chamado Toof. Toof é a fada do dente original nascida com a capacidade de saber quando uma criança perdeu um dente e como encontrá-lo. A história identifica por que as fadas precisam de um dente de criança, como isso as mantém a salvo de gremlins e por que é importante que as crianças as ajudem nessa empreitada. Em The Legend of Toof conhecemos todas as Fadas do Dente originais, duas crianças humanas que o ajudam a derrotar os vilões mais desprezíveis do mundo oculto: Colsore, Deekay e Plaak, seu exército de Drolls, e o Rato do Dente original da Espanha, Ratoncito Pérez e aprender História dele. Por causa de Toof, descobrimos como as fadas podem voar na velocidade da luz, a importância de sua amizade com as crianças, de onde elas recebem as moedas especiais que deixam como presentes e muito mais no que se refere ao folclore da Fada do Dente.